# ZombiU
ZombiU is een first-person shooter voor Wii U, uitgegeven door Ubisoft. Het doel van het spel is overleven in een wereld vol zombies.

## Gameplay
In het begin zijn er twee wapens: een grote plank en een pistool met een aantal kogels. Met de plank kunnen zombies geslagen worden en met het pistool kunnen ze neergeschoten worden.
Met de Wii U-controller kan de speler onder andere zijn inventaris (inventory) openen. Er zijn met de controller ook veel scanners zoals de zombie-scanner of een kist-radar beschikbaar.
Als de speler doodgaat in het spel, begint hij opnieuw met de spullen die hij kreeg in het begin. Zijn personage is nu echter een zombie.

### Multiplayer
Er is ook een multiplayer-versie in het spel, namelijk Capture the flag. Speler 1 moet de vlag proberen te pakken en speler 2 kan zombies om de vlag heen laten spawnen, waardoor het een stuk lastiger is om de vlag te pakken.

## Ontvangst
| Beoordeeld door          | Datum            | Score |
| ------------------------ | ---------------- | ----- |
| Wii Brasil               | 2012             | 90%   |
| Impulse Gamer            | december 2012    | 86%   |
| The Guardian             | 30 november 2012 | 80%   |
| Console Obsession        | 17 december 2012 | 80%   |
| Nintendo-Online.de       | 29 november 2012 | 80%   |
| GamezGeneration          | 2 december 2012  | 80%   |
| GBase - The Gamer's Base | 29 november 2012 | 75%   |
| JeuxActu                 | 23 november 2012 | 70%   |
| Gamereactor (Sweden)     | 30 november 2012 | 60%   |
| Riot Pixels              | 1 februari 2013  | 51%   |